# Seb Morris
Sebastian „Seb” Morris (ur. 30 listopada 1995 roku w Wrexham) – brytyjski kierowca wyścigowy.

## Życiorys

### Początki kariery
Morris rozpoczął karierę w jednomiejscowych samochodach wyścigowych w 2010 roku od startów w edycji zimowej Ginetta Junior Great Britain, gdzie trzykrotnie stawał na podium, w tym dwukrotnie na jego najwyższym stopniu. Uzbierane 123 punkty pozwoliły mu zdobyć tytuł mistrza serii. W tym samym roku w głównych mistrzostwach tejże serii był dwunasty. W sezonie 2011 ponownie startował w mistrzostwach Ginetta. W ciągu dwudziestu wyścigów, w których wystartował, szesnastokrotnie stawał na podium, a jedenastokrotnie zwyciężał. Uzbierał łącznie 113 punktów i świętował drugi tytuł mistrzowski w karierze.

### Formuła Renault 2.0
Sezon 2012 Brytyjczyk rozpoczął od startów w edycji zimowej Formuły Renault BARC. Wygrał dwa spośród czterech wyścigów i zdobył kolejny tytuł mistrzowski. W mistrzostwach letnich tejże serii wygrał pięć wyścigów i sześciokrotnie stawał na podium. Z dorobkiem 274 punktów został sklasyfikowany na trzeciej pozycji w klasyfikacji końcowej kierowców.
W 2014 roku Morris poświęcił się głównie startom w Północnoeuropejskim Pucharze Formuły Renault 2.0. Na podium stawał pięć razy i dwukrotnie wygrywał. Uzbierał 224 punkty, które dały mu trzecie miejsce w klasyfikacji generalnej. W tym samym roku w Alpejskiej Formule Renault 2.0 był piętnasty.

### Formuła 4 BRDC
W 2013 roku Morris dołączył do stawki nowo utworzonych mistrzostw Formuły 4 BRDC. Wystartował w 24 wyścigach, spośród których wygrał jedynie jeden. Jednak na podium stawał dziesięciokrotnie. Uzbierał łącznie 410 punktów, co pozwoliło mu zdobyć tytuł wicemistrza serii.

### Seria GP3
W sezonie 2015 Walijczyk awansował do serii GP3, gdzie nawiązał współpracę z irlandzką ekipą Status Grand Prix. Morris tylko w jednym wyścigu zdobył punkty - miało to miejsce w drugim starcie, na austriackim Red Bull Ringu. Wywalczył jeden punkt również na włoskim torzee Autodromo Nazionale di Monza - został jednak wykluczony z wyników w wyniku zbyt niskiej wagi pojazdu. Sześć punktów sklasyfikowało go na 18. miejscu.

### Brytyjskie Mistrzostwa Samochodów GT
W roku 2016 przeniósł się do Brytyjskich Mistrzostwa Samochodów Sportowych. Podpisał kontrakt z zespołem Team Parker Racing, korzystającego z samochodu marki Bentley Continental w specyfikacji GT3.

## Wyniki

### GP3
| Legenda oznaczeń w tabelach wyników Wyświetl szablon na nowej stronie | Legenda oznaczeń w tabelach wyników Wyświetl szablon na nowej stronie                                                                     |
| Oznaczenie                                                            | Wyjaśnienie |
| --------------------------------------------------------------------- | --- |
| Złoty                                                                 | Zwycięzca lub mistrzostwo |
| Srebrny                                                               | 2. miejsce lub wicemistrzostwo |
| Brązowy                                                               | 3. miejsce lub II wicemistrzostwo |
| Zielony                                                               | Ukończył, punktował (w klasyfikacji generalnej, gdy zdobył co najmniej jeden punkt na przestrzeni sezonu, poza trzema powyższymi opcjami) |
| Niebieski                                                             | Ukończył, nie punktował (w klasyfikacji generalnej, gdy nie zdobył co najmniej jednego punktu na przestrzeni sezonu)                      |
| Czerwony                                                              | Nie zakwalifikował się (NZ) |
| Czerwony                                                              | Nie prekwalifikował się (NPK) |
| Różowy                                                                | Nie ukończył (NU) |
| Różowy                                                                | Niesklasyfikowany (NS) (w klasyfikacji generalnej, gdy nie został sklasyfikowany w żadnym wyścigu sezonu)                                 |
| Czarny                                                                | Zdyskwalifikowany (DK) |
| Czarny                                                                | Wykluczony (WYK/EX) |
| Biały                                                                 | Nie wystartował (NW) |
| Biały                                                                 | Kontuzjowany (K/INJ) |
| Biały                                                                 | Wyścig odwołany (OD/C) |
| Bez koloru                                                            | Został wycofany (WYC/WD) |
| Bez koloru                                                            | Nie przybył (NP/DNA) |
| Bez koloru                                                            | Nie brał udziału w treningach (NT/DNP) |
| Bez koloru                                                            | Nie został zgłoszony (–) |
| Pogrubienie                                                           | Start z pole position |
| Kursywa                                                               | Najszybsze okrążenie wyścigu |
| †                                                                     | Nie ukończył, ale jego rezultat został zaliczony ze względu na przejechanie więcej niż 90% dystansu wyścigu.                              |
| *                                                                     | Sezon w trakcie |
| 1/2/3                                                                 | Punktowana pozycja w sprincie kwalifikacyjnym                                                                                             |
| Lista systemów punktacji Formuły 1                                    | |

| Rok  | Zespół            | Wyniki w poszczególnych eliminacjach | Wyniki w poszczególnych eliminacjach | Wyniki w poszczególnych eliminacjach | Wyniki w poszczególnych eliminacjach | Wyniki w poszczególnych eliminacjach | Wyniki w poszczególnych eliminacjach | Wyniki w poszczególnych eliminacjach | Wyniki w poszczególnych eliminacjach | Wyniki w poszczególnych eliminacjach | Wyniki w poszczególnych eliminacjach | Wyniki w poszczególnych eliminacjach | Wyniki w poszczególnych eliminacjach | Wyniki w poszczególnych eliminacjach | Wyniki w poszczególnych eliminacjach | Wyniki w poszczególnych eliminacjach | Wyniki w poszczególnych eliminacjach | Wyniki w poszczególnych eliminacjach | Wyniki w poszczególnych eliminacjach | Punkty | Pozycja |
| ---- | ----------------- | ------------------------------------ | ------------------------------------ | ------------------------------------ | ------------------------------------ | ------------------------------------ | ------------------------------------ | ------------------------------------ | ------------------------------------ | ------------------------------------ | ------------------------------------ | ------------------------------------ | ------------------------------------ | ------------------------------------ | ------------------------------------ | ------------------------------------ | ------------------------------------ | ------------------------------------ | ------------------------------------ | ------ | ------- |
| 2015 | Status Grand Prix | ESP                                  | ESP                                  | AUT                                  | AUT                                  | GBR                                  | GBR                                  | HUN                                  | HUN                                  | BEL                                  | BEL                                  | ITA                                  | ITA                                  | RUS                                  | RUS                                  | BHR                                  | BHR                                  | ARE                                  | ARE                                  | 6      | 18      |
| 2015 | Status Grand Prix | NU                                   | 24                                   | 19                                   | 5                                    | 12                                   | 12                                   | 12                                   | 12                                   | NU                                   | 14                                   | DK                                   | NU                                   | 14                                   | 10                                   | 16                                   | NU                                   | 13                                   | 15                                   | 6      | 18      |

### Podsumowanie
| Sezon | Seria                                         | Zespół             | Wyścigi | Zwycięstwa | PP | NO | Podium | Punkty | Pozycja |
| ----- | --------------------------------------------- | ------------------ | ------- | ---------- | -- | -- | ------ | ------ | ------- |
| 2010  | Ginetta Junior Championship                   | Hillspeed          | 20      | 0          | 0  | 0  | 1      | 185    | 12      |
| 2010  | Ginetta Junior Championship (edycja zimowa)   | Hillspeed          | 4       | 2          | 0  | 3  |        |        | 1       |
| 2011  | Ginetta Junior Championship                   | Hillspeed          | 20      | 11         | 6  | 6  | 16     | 562    | 1       |
| 2012  | Formula Renault BARC                          | Fortec Motorsports | 14      | 5          | 7  | 4  | 6      | 274    | 3       |
| 2012  | Formula Renault BARC (edycja zimowa)          | Fortec Motorsports | 4       | 2          | 2  | 1  | 2      | 113    | 1       |
| 2012  | Północnoeuropejski Puchar Formuły Renault 2.0 | Fortec Motorsports | 2       | 0          | 0  | 0  | 0      | 10     | 43      |
| 2013  | Formuła 4 BRDC                                | Hillspeed          |         | 1          | 0  | 1  | 10     | 410    | 2       |
| 2014  | Północnoeuropejski Puchar Formuły Renault 2.0 | Fortec Motorsports | 15      | 2          | 3  | 1  | 5      | 224    | 3       |
| 2014  | Alpejska Formuła Renault 2.0                  | Fortec Motorsports | 4       | 0          | 0  | 0  | 0      | 31     | 15      |
| 2015  | Seria GP3                                     | Status Grand Prix  | 18      | 0          | 0  | 0  | 0      | 6      | 18      |